# Giampietro Arrivabene
Giampietro Arrivabene (Mantova, 1440 – Urbino, 1504) è stato un francescano e vescovo cattolico italiano.

## Biografia
Discendente della nobile famiglia Arrivabene di Mantova, ebbe come precettore l'umanista Francesco Filelfo. Frequentò per alcuni anni la corte di Ludovico III Gonzaga e fu da questi inviato a Roma come ambasciatore di casa Gonzaga.
Abbracciata la carriera ecclesiastica fu a Napoli in qualità di 
nunzio apostolico al re Ferdinando I.
Fu eletto vescovo di Urbino il 18 aprile 1491.
Fu uomo di cultura, scrittore e studioso di letteratura e collezionista di codici greci e latini.
Morì nel 1504.